# Alfred Brüstlein

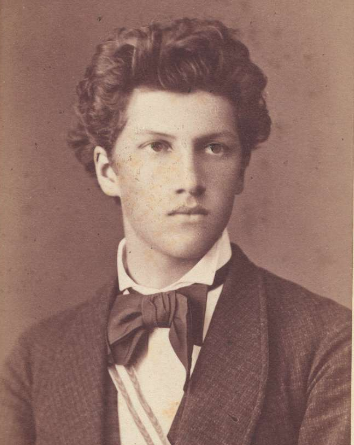
Alfred Brüstlein

Alfred Brüstlein (* 3. April 1853 in Basel; † 6. April 1924 in Mailand) war ein Schweizer Jurist und Politiker.

## Leben
Alfred Brüstlein, Sohn eines aus Mülhausen im Elsass zugewanderten Kaufmanns und Rentiers, absolvierte ein Rechtsstudium in Basel, Paris und Leipzig, das er mit der Promotion zum Dr. iur. abschloss. 1882–1891 war er Redaktor der Schweizer Grenzpost. 1891–1918 wohnte er in Bern, wo er 1891–1895 als Direktor des Eidgenössischen Amtes für Schuldbetreibung und Konkurs und 1896–1918 als Anwalt tätig war.
Brüstelin war auch politisch aktiv. Zuerst freisinnig, näherte er sich Mitte der 1890er-Jahre der Sozialdemokratischen Partei (SP) an. 1899–1905 war er bernischer Grossrat, nach den Parlamentswahlen 1902 sass er bis 1911 als Vertreter des Kantons Basel-Stadt im Nationalrat, der grossen Parlamentskammer der Schweiz. Politisch und beruflich angefeindet, zog er 1919 nach Paris.